# Equalize Nature
Equalize Nature är en EP av det svenska hardcorebandet Doughnuts, utgiven 1994 på Desperate Fight Records.

## Låtlista[1]
1. "No Oxygen for the Dying Breed" - 3:21
2. "Spread It" - 2:35
3. "Stuffed with Lies" - 2:12
4. "Windows" - 3:10
5. "Drench My Thirst" - 2:09